# Neoperla philippina
Neoperla philippina är en bäcksländeart som beskrevs av Ignac Sivec 1984. Neoperla philippina ingår i släktet Neoperla och familjen jättebäcksländor. Inga underarter finns listade i Catalogue of Life.